# Howard Dietz

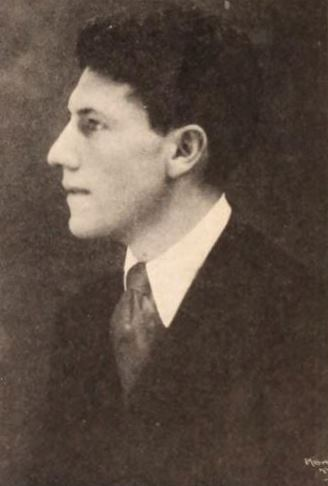
Howard Dietz (1920)

Howard Dietz (* 8. September 1896 in New York; † 30. Juli 1983 ebenda) war ein US-amerikanischer Liedtexter, Publizist und Librettist. Er arbeitete mit Arthur Schwartz, Vernon Duke und George Gershwin zusammen. Gemeinsam mit Schwartz schrieb er Standards wie Alone Together, Dancing in the Dark, Haunted Heart und You and the Night and the Music.

## Leben und Wirken
Howard Dietz studierte Journalismus an der Columbia University of New York. Danach übernahm er als Angestellter für Samuel Goldwyns Goldwyn Picture Corporation und der später daraus entstandenen MGM die Öffentlichkeitsarbeit. Im Jahr 1942 wurde er zum Vizepräsidenten für den Bereich Öffentlichkeitsarbeit, den Posten, den er bis zu seinem Ausscheiden 1957 innehatte.
1929 begann die langwährende Partnerschaft mit dem Komponisten Arthur Schwartz bei der Arbeit für die Broadway-Revue The Little Show. Das Songschreiber-Team sollte über 30 Jahre zusammenarbeiten; in dieser Zeit entstand eine lange Reihe von Songs, die heute Bestandteil des Great American Songbooks sind, wie Alone Together (1932), You and the Night and the Music (1934) und Haunted Heart (1948). The Little Show war als eine Antwort auf damals populäre Revuen wie die Ziegfeld Follies oder die Earl Carroll Varieties gedacht. 1930 wiederholten sie den Erfolg mit der Second Little Show und mit Three’s a Crowd, aus der die klassische Ballade Something to Remember You By stammt. In der Show wurde auch ein weiterer späterer Jazz-Standard verwendet, Body and Soul, bei dem Dietz assistierte.
Ein weiterer großer Erfolg war 1931 das Musical The Band Wagon, bei dem Fred und Adele Astaire sangen; die Show enthielt den bekanntesten Song des Teams Schwartz/Dietz: Dancing in the Dark.
Während des Ersten Weltkriegs diente Dietz in der US Navy und war Herausgeber des Magazins Navy Life. Im Zweiten Weltkrieg war er mit Vernon Duke in der Truppenbetreuung tätig. In dieser Zeit schrieb er mit Kurt Weill das Spottlied Schickelgruber.
Dietz’ und Schwartz’ letzte gemeinsame Shows entstanden 1961 (The Gay Life) und 1963 (Jenny); dann zwang die Parkinson-Krankheit Howard Dietz zum Aufhören. Er starb in New York, ein Jahr später Arthur Schwartz. Dietz war von 1951 bis zu seinem Tod mit der Kostümdesignerin Lucinda Ballard verheiratet.

## Bekannte Songs
- All the King’s Horses – Alec Wilder, Edward Brandt & Howard Dietz, für die Revue Three’s a Crowd von Margaret Lee (1930)
- Alone Together – Musik von Schwartz, für die Revue Flying Colors von Jean Sargent (1932)
- Blue Grass – Musik von Schwartz, aus dem Musical Inside U.S.A. (1948)
- By Myself – Musik von Schwartz, aus dem Musical Between The Devil (1937)
- Dancing in the Dark – Musik von Schwartz, aus der Musicalrevue The Band Wagon (1931)
- The Dickey-Bird Song – Musik von Sammy Fain, aus dem Film Three Daring Daughters (1948)
- First Prize at the Fair – Musik von Schwartz, aus dem Musical Inside U.S.A. (1948)
- A Fugitive from Esquire – Musik von Jimmy McHugh, aus dem Musical Keep Off the Grass (1940)
- Get Yourself a Geisha – Musik von Schwartz, aus der Musicalrevue At Home Abroad (1935)
- Got a Bran’ New Suit – Musik von Schwartz, gesungen von Ethel Waters, ebenfalls in der Musicalrevue At Home Abroad
- Haunted Heart – Musik von Schwartz, aus der Revue Inside U.S.A. (1948)
- I Guess I’ll Have to Change My Plan – Musik von Schwartz, gesungen von Clifton Webb in der Revue The Little Show (1929)
- Hoops – Musik von Schwartz, gesungen von Fred und Adele Astaire, aus der Revue The Band Wagon (1931)
- I Love Louisa – Musik von Schwartz, ebenfalls gesungen von Fred und Adele Astaire in der Revue The Band Wagon (1931)
- I See Your Face Before Me – Musik von Schwartz, ebenfalls aus dem Musical Between The Devil (1937)
- Louisiana Hayride – Musik von Schwartz, aus der Revue Flying Colors (1932)
- The Love I Long For – Musik von Vernon Duke, aus dem Musical Sadie Thompson
- Love Is a Dancing Thing – Musik von Schwartz, aus der Revue At Home Abroad (1935)
- Moanin’ Low – Musik von Ralph Rainger, gesungen von Libby Holman in der Revue The Little Show (1929)
- Rhode Island Is Famous for You – Musik von Schwartz, aus der Revue Inside U.S.A. (1948)
- That’s Entertainment – Musik von Schwartz, gesungen von Fred Astaire u. a. in dem Musikfilm The Band Wagon (1953)
- You and the Night and the Music – Musik von Schwartz, aus dem Musical Revenge with Music
- Schickelgruber – Musik von Kurt Weill

## Anmerkung
1. ↑  Dietz hat 1924 das MGM-Maskottchen „Leo, der Löwe“ (Leo the Lion) und den Slogan „Ars Gratia Artis“ in Verbindung dazu entwickelt

| Personendaten    | Personendaten                 |
| ---------------- | ----------------------------- |
| NAME             | Dietz, Howard                 |
| KURZBESCHREIBUNG | US-amerikanischer Textdichter |
| GEBURTSDATUM     | 8. September 1896             |
| GEBURTSORT       | New York, Vereinigte Staaten  |
| STERBEDATUM      | 30. Juli 1983                 |
| STERBEORT        | New York, Vereinigte Staaten  |